# 한승윤
한승윤은 (1989년 10월 17일 ~ ) 대한민국의 배우이다. 

## 학력
- 성균관대학교 연기예술학

## 출연작

### 드라마
- 《아는 와이프》 (2018년, tvN)
- 《슬기로운 감빵생활》 (2018년, tvN)
- 《60일, 지정생존자》 (2019년, tvN)
- 《절대그이》 (2019년, SBS)
- 《바람이 분다》 (2019년, JTBC)
- 《킹덤》 (2019년, Netflix)
- 《슬기로운 의사생활》 (2020년, tvN) - 인턴 역
- 《빈센조》 (2021년, tvN) - 형사 역
- 《바이트 씨스터즈》 (2021년, YouTube) - 최팀장 역

### 영화
- 《청년경찰》 (2017년)
- 《사자》 (2018년)
- 《바람바람바람》 (2018년)
- 《마녀》 (2018년)
- 《서복》 (2019년)
- 《멍뭉이》 (2020년)
- 《외계인》 (2020년)

### 공연
- 《하숙집》 (2014년)
- 《날다》 (2015년)
- 《쥐덫》 (2015년)